# Mervyn LeRoy
Mervyn LeRoy (15 tháng 10 năm 1900 - 13 tháng 9 năm 1987) là một đạo diễn phim, nhà sản xuất phim và đôi khi là một diễn viên người Mỹ, đã từng đoạt tượng vàng Oscar.

## Thời niên thiếu
Sinh ra trong một gia đình gốc Do Thái  ở San Francisco, California, gia đình ông bị phá sản bởi trận động đất năm 1906, hiệu tạp hoá của gia đình bị phá huỷ, và công ty bảo hiểm cũng khánh kiệt sau động đất. Để kiếm tiến, Mervyn phải bán báo tham gia các cuộc thi năng khiếu âm nhạc. Điều này đã dẫn ông tới kịch nghệ. Khi sự nghiệp bắt đầu, ông cùng người anh họ Jesse Lasky, tới Hollywood.

## Sự nghiệp
LeRoy làm việc ở phim trường, điều chỉnh đèn và phụ quay cho tới khi trở thành một kịch tác gia và diễn viên phim câm. Công việc đạo diễn của ông khởi đầu từ bộ phim năm 1927 No Place to Go. Khi bộ phim thu được lợi nhuận lớn, ông bắt đầu nổi lên trong giới làm phim.
Năm 1931, ông dựng bộ phim găng tơ Little Caesar, với Edward G. Robinson trong vai chính và tên tuổi LeRoy được tạo dựng nhờ bộ phim này. Năm 1938 ông trở thành đạo diễn chính tại MGM. Tại đây, ông là một trong những đạo diễn của bộ phim kinh điển The Wizard of Oz. LeRoy cũng là người có công phát hiện ra những tài năng như Clark Gable, Loretta Young, Robert Mitchum và Lana Turner.
Trong những năm 1950, LeRoy đạo diễn một số phim âm nhạc như Lovely to Look At, Million Dollar Mermaid, Latin Lovers and Rose Marie. Ông sang làm việc tại Warner Bros và dựng những bộ phim nổi tiếng như Mister Roberts, The Bad Seed, No Time for Sergeants, The FBI Story và Gypsy.
Ông được đề cử cho Giải Oscar cho đạo diễn xuất sắc nhất năm 1943 nhờ bộ phim Random Harvest. Ông cũng được nhận 1 giải Oscar danh dự năm 1946 cho The House I Live In, và một giải Giải thưởng tưởng niệm Irving G. Thalberg Memorial năm 1976.

## Cuối đời
LeRoy nghỉ hưu năm 1965 và viết cuốn hồi ký Take One năm 1974. Ông mất năm 1987 do bệnh loạn trí tại Beverly Hills, California và được an táng ở Forest Lawn Memorial Park Cemetery tại Glendale, California. Ông được vinh danh bởi một ngôi sao ở Đại lộ danh vọng Hollywood -số 1560 phố Vine.

## Các phim đã làm
| - Little Caesar (1931) - Five Star Final (1931) - Tonight or Never (1931) - Two Seconds (1932) - Three on a Match (1932) - I Am a Fugitive from a Chain Gang (1932) - Gold Diggers of 1933 (1933) - Tugboat Annie (1933) - The World Changes (1933) - I Found Stella Parish (1935) - Anthony Adverse (1936) - Waterloo Bridge (1940) - Escape (1940) - Blossoms in the Dust (1941) - Random Harvest (1942) | - Madame Curie (1943) - Thirty Seconds Over Tokyo (1944) - The House I Live In (1945) - Without Reservations (1946) - Little Women (1949) - Quo Vadis (1951) - Million Dollar Mermaid (1952) - Latin Lovers (1953) - Mister Roberts (1955) - The Bad Seed (1956) - Toward the Unknown (1956) - No Time for Sergeants (1958) - The FBI Story (1959) - A Majority of One (1961) - Gypsy (1962) |